# Персея бурбонская
Персея бурбонская, или Красный лавр (лат. Persea borbonia) — вид вечнозелёных растений из рода Персея семейства Лавровые (Lauraceae), распространённых в южных районах Северной Америки, от Техаса до Флориды и Северной Каролины.

## Ботаническое описание
Крупный кустарник или небольшое дерево высотой до 20 м, растущее на окраинах болот и в других переувлажнённых местах, нередко по несколько недель находящихся под водой.
Листья кожистые, узкие.
Плоды сухие, размером чуть больше сантиметра.
Одна из разновидностей этого вида, Персея приземистая (Persea borbonia var. humilis), растущая в штате Флорида, является охраняемым растением, поскольку наблюдается серьёзное сокращение её численности из-за проводимого осушения заболоченных участков:191—192.

## Применение
Ранее индейцы племени семинолы широко использовали части растения в своей традиционной медицинской практике, для лечения многих недугов, но прежде всего как рвотное и очищающее средство.
Может культивироваться в качестве вечнозелёного декоративного растения, в США культивируется также на Гавайях.
Древесина твердая и прочная, может использоваться для постройки лодок, мебели и декорации помещений. 
В виду ограниченного распространения растения, его древесина не представлена на глобальном рынке.